# Sangue Puro
Sangue Puro es el tercer álbum de estudio de la banda Les Georges Leningrad. Fue lanzado en 2006 por Tomlab. El título Sangue Puro significa Sangre pura en italiano.

## Lista de canciones[5][6]
1. "Sangue Puro" - 6:09
2. "Skulls in the Closet" - 2:59
3. "Scissorhands" - 3:21
4. "Ennio Morricone" - 3:20
5. "Eli, Eli, Lamma Sabacthani" - 3:47
6. "Mammal Beats" - 2:22
7. "Sleek Answer" - 4:10
8. "Mange Avec Tes Doigts" - 1:55
9. "Lonely Lonely" - 2:24
10. "The Future for Less" - 9:07